# Anette Støvelbæk
Anette Støvelbæk (Koppenhága, 1967. július 27. –) dán színésznő.
Støvelbæk Amager szigetén nőtt fel. 1989-től Lars Mikkelsennel házas.

## Filmográfia
| Év      | Cím                   | Szerep      | Magyar hangja | Megjegyzés |
| ------- | --------------------- | ----------- | ------------- | ---------- |
| 2014    | Pusztai farkasok      | Eik anyja   |               |            |
| 2009-10 | Welcome to Park Road  | Astrid Borg |               | tv-sorozat |
| 2008    | Remix                 | Rubens mor  |               |            |
| 2007    | Titkok szigete        | Beate       | Spilák Klára  |            |
| 2003    | Hodder és a tündér    | Fairy       |               |            |
| 2000    | A pad                 | Kims Nabo   |               |            |
| 2000    | Olasz nyelv kezdőknek | Olympia     | Mics Ildikó   |            |